# Pellorneum fuscocapillus
La tordina coroniparda (Pellorneum fuscocapillus) es una especie de ave paseriforme de la familia Pellorneidae endémica de Sri Lanka.

## Descripción
La tordina coroniparda mide alrededor de 16 cm, incluida su larga cola. Tiene las parte superiores de color pardo y el rostro y las inferiores de color canela anaranzado. Su píleo es de color pardo oscuro. Tiene un pico corto y oscuro.

## Distribución y hábitat
Se encuentra únicamente en la isla de Sri Lanka. Su hábitat natural es el sotobosque de los bosques húmedos y zonas de matorral.

## Comportamiento
Se alimenta principalmente de insectos. Anida en el suelo o dentro de una madriguera, escondido entre la vegetación densa. Su puesta normal es de dos o tres huevos. Son difíciles de observar entre la densa vegetación están preferentemente, pero pueden localizarse por sus característicos cantos.

## Taxonomía
Se reconocen tres subespecies.
- P. f. babaulti (T. Wells, 1919) - presente en las zonas secas y bajas de la isla;
- P. f. fuscocapillus (Blyth, 1849) - se encuentra en los montes;
- P. f. scotillum (Blyth, 1849) - ocupa las zonas húmedas de baja altitud;